# Павлов, Дмитрий Григорьевич
Дми́трий Григо́рьевич Па́влов (23 октября [4 ноября] 1897, деревня Вонюх, Кологривский уезд, Костромская губерния, ныне Кологривский район Костромской области — 22 июля 1941, Москва) — советский военачальник, генерал армии (22 февраля 1941). Герой Советского Союза (21 июня 1937).
22 июля 1941 года Военной коллегией Верховного суда СССР был приговорён «за трусость, самовольное оставление стратегических пунктов без разрешения высшего командования, развал управления войсками, бездействие власти» к высшей мере наказания и расстрелян. Похоронен на подмосковном полигоне НКВД. В 1957 году посмертно реабилитирован и восстановлен в воинском звании.

## Биография до Гражданской войны
Родился в семье крестьянина. Окончил 4 класса церковно-приходской школы, 2-классное училище в селе Суховерхово и экстерном сдал экзамены за 4 класса гимназии. В Русскую императорскую армию зачислен вольноопределяющимся сразу после начала Первой мировой войны. С 1914 года — на фронте, служил и воевал в составе Серпуховского 120-го пехотного полка, Александрийского 5-го гусарского полка, 20-го стрелкового полка, 202-го запасного полка. Дослужился до старшего унтер-офицера. В июне 1916 года был ранен и взят в немецкий плен в Ковельском сражении на реке Стоход. В плену работал на шахтах в Германии. Освобождён после окончания войны в январе 1919 года. После возвращения из плена работал дома с отцом, а затем 5,5 месяца работал в подотделе социального обеспечения и охраны труда при Кологривском уездном отделе труда, откуда по профмобилизации был взят в Красную армию.

## Гражданская война
С 25 августа 1919 года — в Красной армии. Активный участник Гражданской войны. С августа 1919 года — боец 56-го продовольственного батальона, затем делопроизводитель продотряда. В конце 1919 года направлен на учёбу и в 1920 году окончил командные курсы в Костроме. С апреля 1920 года — командир взвода и кавалерийского дивизиона в 8-й Казачьей кавалерийской дивизии. С октября 1920 года — инспектор для поручения в инспекции кавалерии 13-й армии, с декабря 1920 — в инспекции кавалерии Южного фронта. Воевал на Юго-Западном и Южном фронтах. Вступил в ВКП(б) в 1919 году.
Окончил 24-ю Омскую пехотную школу имени Коминтерна (1922). С апреля 1922 года командовал кавалерийским полком 10-й кавалерийской дивизии (полк дислоцировался в Семипалатинске). С июня 1922 года — помощник командира 56-го кавалерийского полка 6-й Алтайской отдельной кавалерийской бригаде, во главе его вёл активные боевые действия против антисоветского вооружённого отряда А. А. Сальникова и А. П. Кайгородова в Барнаульском уезде.
В начале 1923 года в составе бригады был переброшен на Туркестанский фронт. Начиная с февраля 1923 года в должности начальника истребительного отряда воевал против отряда басмачей курбаши Турдыбая в районе Ходжента, а с августа 1923 года в Восточной Бухаре командовал 77-м кавалерийским полком в боях против отрядов Ибрагим-бека, Ала-Назара, Барота, Ходмана, Хаджи-Али. С июня 1924 года — помощник командира по стрелковой части 48-го кавалерийского полка, с октября того же года — на такой же должности в 47-м кавалерийском полку.

## Служба в мирное время
Окончил Военную академию РККА имени М. В. Фрунзе (учился с октября 1925 по июнь 1928). С 1928 года — командир и комиссар 75-го кавалерийского полка 5-й отдельной Кубанской кавалерийской бригады. Бригада дислоцировалась на станции Даурия, командовал ею К. К. Рокоссовский в Забайкалье. Во главе полка вновь отличился в конфликте на КВЖД, участвуя в глубоком обходе группировки китайских войск и в разгроме численно превосходящей Маньчжуро-Чжалайнорской группировки противника в ноябре 1929 года.
В марте 1930 года был отозван в Москву и направлен на учёбу. Окончил академические курсы технического усовершенствования начсостава при Военно-технической академии (1931). С марта 1931 года — командир 6-го механизированного полка (Гомель), с февраля 1934 года — командир и комиссар 4-й механизированной бригады (Бобруйск) в Белорусском военном округе. Бригада под его командованием стала одной из лучших механизированных частей в РККА, отлично проявила себя на Больших Киевских манёврах 1935 года. За отличную боевую подготовку в 1936 году комбриг Д. Г. Павлов был награждён орденом Ленина.
Во время Гражданской войны в Испании, с октября 1936 по июнь 1937 года, сражался на стороне республиканского правительства в числе советских добровольцев, был командиром танковой бригады под псевдонимом «Пабло». В ряде операций командовал крупными сводными танковыми группировками войск. Особенно отличился при отражении прорыва фронта под городом Махадаонда (январь 1937), в Харамской операции (февраль 1937), в Гвадалахарской операции (март 1937). За Харамское сражение был награждён республиканским правительством испанским боевым орденом[каким?] в июле 1937 года.

## Предвоенные годы
С июля 1937 года — заместитель начальника, а с ноября 1937 года — начальник Автобронетанкового управления РККА. Одновременно с марта 1938 года — член Главного военного совета РККА. Сыграл значительную роль в развитии советских бронетанковых войск перед Великой Отечественной войной. Летом 1939 года участвовал в боевых действиях на Халхин-Голе в качестве военного советника по применению бронетанковых войск. Участвовал в советско-финской войне, будучи инспектором по боевому применению танковых войск, а с 17 января по 29 февраля 1940 года — командующим Резервной группой войск (3 стрелковых дивизии, 2 кавалерийских дивизии, 1 танковая бригада). Эта группа была предназначена для глубокого обхода Линии Маннергейма по льду Финского залива, но после первой неудачной попытки форсирования залива операция была отменена.
С 7 июня 1940 — командующий войсками Белорусского особого военного округа (с 11.07.1940 — Западный особый военный округ).
Член Центрального Исполнительного Комитета Белорусской ССР XI созыва (1935—1937). С 1937 года — депутат Верховного Совета СССР 1-го созыва. На 18-м съезде ВКП(б) (март 1939 г.) избран кандидатом в члены ЦК ВКП(б).

## Вклад в танкостроение и способы применения танковых соединений
Опираясь на опыт боевых действий против германских танков в Испании, настоял на создании танков Т-34: с дизельными двигателями, противоснарядным бронированием и пушками, способными пробивать противоснарядное бронирование вражеских танков.
21 февраля 1938 года начальник АБТУ РККА комкор Павлов направил наркому обороны Ворошилову доклад о необходимости коренного пересмотра танкового вооружения. Он предложил:
- танки сопровождения пехоты Т-26 оставить пехоте,
- перевооружить танки Т-28 и Т-35 76-мм пушкой с настильной траекторией и начальной скоростью снаряда не меньше 560 м/с.
- на смену этим двум танкам разработать новый тяжёлый танк прорыва.

Предложения Павлова были реализованы. Для Т-28 и Т-35 создали 76-мм пушку с начальной скоростью снаряда 555 м/с. Для замены разработали и пустили в серию тяжёлый танк прорыва КВ.

В этом же документе он предложил разработать танк для замены БТ. Из документа: 
Опытные образцы необходимо разработать в двух вариантах: колёсно-гусеничный и чисто гусеничный для окончательного решения вопроса о выборе типа (гусеничного или колёсно-гусеничного). При получении ходовой части (включая гусеницу) чисто гусеничного танка, работающей не менее 3000 км, можно будет отказаться от колёсно-гусеничного типа танка.

### Против танковых корпусов
В ноябре 1939 года по итогам применения в Польше танковых корпусов, сформированных по расписанию Михаила Тухачевского, Павлов предложил их расформировать как небоеспособные.
За расформирование выступали:
- замнаркома обороны начальник Генштаба Борис Шапошников (планировал действия РККА в Польше),
- Семён Тимошенко, командующий Украинским фронтом (в его подчинении был 25-й танковый корпус),
- Михаил Ковалёв, командующий Белорусским фронтом (в его подчинении был 15-й танковый корпус),
- замнаркома обороны Григорий Кулик, координировавший действия двух фронтов.

Против существования танковых корпусов Тухачевского высказались и командиры этих корпусов — комдив Михаил Петров и полковник И. О. Яркин. Танковые корпуса расформировали. Взамен Павлов предложил:
- сохранить отдельные танковые батальоны во всех стрелковых дивизиях и танковые полки в кавалерийских дивизиях;
- сохранить все отдельные танковые бригады;
- сформировать дополнительно три танковые бригады и десять учебных танковых полков, которые во время войны следовало развернуть в батальоны;
- пятнадцать лучших стрелковых дивизий Красной армии переформировать в моторизованные.

Состав моторизованной дивизии включал четыре полка (танковый, артиллерийский и два мотострелковых), три батальона (разведывательный, связи, лёгкий инженерный) и два артиллерийских дивизиона (противотанкового оружия и зенитный). Всего в дивизии 257 танков, 49 бронемашин в подразделениях управления, разведки и связи, 98 орудий и миномётов (без 50-мм) и 980 автомашин. Вся реорганизация была связана с минимальным количеством организационных и кадровых перемещений. Взамен расформированных управлений четырёх танковых корпусов было создано пятнадцать дивизий, которые превосходили расформированные корпуса и по количеству танков, и по боевой мощи, и по способности вести боевые действия.
Принцип использования танковых бригад и моторизованных дивизий по Павлову:
- их можно включать в состав стрелковых корпусов, общевойсковых армий и фронтов, держать в резерве Главного командования.
- При проведении операций не загружать один маршрут тысячами машин, а разнести удары в пространстве, действовать на разных направлениях, но с единой целью, по единому замыслу и плану (с учётом развития средств связи в то время).
- В случае наступления быстро формировать армейские и фронтовые эшелоны развития прорыва (ЭРП).

Возможный состав фронтового ЭРП: заместитель командующего фронтом с небольшим штабом, средствами связи и управления, 2-4 танковые бригады и 1-3 моторизованные дивизии — примерно 1000…1500 танков с пехотой, артиллерией и всеми поддерживающими и обеспечивающими силами и средствами.
Такие ударные группы должны были создаваться только когда в них появлялась необходимость. Если необходимости нет, танковые бригады и моторизованные дивизии действуют рассредоточено.
Данные предложения опробовали на Халхин-Голе — применили одну мотострелковую дивизию, две танковые и три мотоброневые бригады.
Принципы применения и численность танковых бригад по Павлову доказали эффективность во время Второй мировой войны. При нападении на Советский Союз по плану «Барбаросса» германские танковые дивизии, в среднем имевшие по 150 танков, были сформированы в четыре группы (аналог ЭРП). Германская танковая армия «Африка» под командованием генерал-фельдмаршала Э. Роммеля примерно соответствовала двум танковым бригадам Павлова. Две танковые группы по 100 танков использовались при прорыве германских войск к Сталинграду в августе 1942 года. В декабре 1944 года при нанесении удара в обход Будапешта 6-й гвардейской танковой армией СССР в её составе насчитывалось 220 танков, 9 самоходно-артиллерийских установок, 16 установок РС, 390 орудий и миномётов, 1956 автомашин.
Основная цель проведения войсковых испытаний, как указывал Павлов, — определение пригодности танка Т-34 для принятия его на вооружение РККА.
В оборонительных сражениях дивизии и бригады Павлова можно было использовать в засадах на путях движения противника. В случае отступления войск бригады и дивизии Павлова можно оставлять в качестве арьергарда — они некоторое время сдерживают противника, затем рывком уходят к главным силам.
Однако реализовать разработанную структуру Павлову не дали. 7 июня 1940 года его сняли с должности начальника Автобронетанкового управления Красной армии и отправили командовать Белорусским особым военным округом, который через несколько дней после назначения Павлова был преобразован в Западный особый.

## Участие в Великой Отечественной войне
С 21 июня 1941 года — командующий войсками Западного фронта. С первого дня войны фронт подвергся мощному удару немецких армий и потерпел жестокое поражение в Белостокско-Минском сражении. 28 июня 1941 года противником был взят Минск, практически все армии фронта перестали существовать как организованная военная сила.
Германия сосредоточила основные силы на минском и брестском направлении, а СССР — на киевском, причём на брестском направлении у РККА не было противотанковой артиллерии. И никто не ожидал, что 29-й стрелковый корпус (бывшая армия Литвы) почти не окажет сопротивления, и противник очень быстро выйдет в тыл минской группировке через Литву, из-за чего пришлось сдать Минск и всю линию укреплений вдоль старой границы СССР, к тому же разоружённую и преодолённую противником на участке старой границы между Литвой и СССР.
30 июня 1941 года был отстранён от должности командующего фронтом и вызван в Москву, провёл беседы с Жуковым и Молотовым, который замещал Сталина. 2 июля вновь возвращён на фронт, но с понижением на должность заместителя командующего Западным фронтом, Командующим стал народный комиссар обороны С. К. Тимошенко. 4 июля 1941 года арестован в селе Довск Гомельской области и доставлен в Москву.

## Следствие, суд, расстрел
Павлов и начальник штаба подчинённого ему округа В. Е. Климовских обвинялись в том, что «являясь участниками антисоветского военного заговора, предали интересы Родины, нарушили присягу и нанесли ущерб боевой мощи Красной Армии, то есть в совершении преступлений, предусмотренных статьями 58-1б, 58-11 УК РСФСР». Однако в ходе суда 22 июля 1941 года Павлов и его заместители были обвинены и приговорены уже по другой статье Уголовного кодекса. Они были обвинены в преступлениях, предусмотренных статьями 193-17б и 193-20б УК РСФСР — «халатность» и «неисполнение своих должностных обязанностей». В приговоре было указано:

№ 0250 28 июля 1941 г.
По постановлению Государственного Комитета Обороны были арестованы и преданы суду военного трибунала за трусость, самовольное оставление стратегических пунктов без разрешения высшего командования, развал управления войсками, бездействие власти бывший командующий Западным фронтом генерал армии Павлов Д. Г., бывший начальник штаба того же фронта генерал-майор Климовских В. Е., бывший начальник связи того же фронта генерал-майор Григорьев А. Т., бывший командующий 4-й армией генерал-майор Коробков А. А.
Верховный суд Союза ССР 22 июля 1941 г. рассмотрел дело по обвинению Павлова Д. Г., Климовских В. Е., Григорьева А. Т. и Коробкова А. А.
Судебным следствием установлено, что:
а) бывший командующий Западным фронтом Павлов Д. Г. и бывший начальник штаба того же фронта Климовских В. Е. с начала военных действий немецко-фашистских войск против СССР проявили трусость, бездействие власти, отсутствие распорядительности, допустили развал управления войсками, сдачу оружия и складов противнику, самовольное оставление боевых позиций частями Западного фронта и этим дали врагу возможность прорвать фронт;
б) бывший начальник связи Западного фронта Григорьев А. Т., имея возможность к установлению бесперебойной связи штаба фронта с действующими частями и соединениями, проявил паникерство и преступное бездействие, не использовал радиосвязь в результате чего с первых дней военных действий было нарушено управление войсками;
в) бывший командующий 4-й армией Западного фронта Коробков А. А. проявил трусость, малодушие и преступное бездействие, позорно бросил вверенные ему части, в результате чего армия была дезорганизована и понесла тяжелые потери.
Таким образом, Павлов Д. Г., Климовских В. Е., Григорьев А. Т. и Коробков А. А. нарушили военную присягу, обесчестили высокое звание воина Красной Армии, забыли свой долг перед Родиной, своей трусостью и паникерством, преступным бездействием, развалом управления войсками, сдачей оружия и складов противнику, допущением самовольного оставления боевых позиций частями нанесли серьёзный ущерб войскам Западного фронта.
Верховным судом Союза ССР Павлов Д. Г., Климовских В. Е., Григорьев А. Т. и Коробков А. А. лишены военных званий и приговорены к расстрелу.
Приговор приведен в исполнение.
Предупреждаю, что и впредь все нарушающие военную присягу, забывающие долг перед Родиной, порочащие высокое звание воина Красной Армии, все трусы и паникеры, самовольно оставляющие боевые позиции и сдающие оружие противнику без боя, будут беспощадно караться по всем строгостям законов военного времени, не взирая на лица.
Приказ объявить всему начсоставу от командира полка и выше.
Народный комиссар обороны СССР И. Сталин
— Приказ N 0250 от 28 июля 1941 года.
ЦА МО РФ. Ф. 4, оп. 11, д. 65, л. 192—193.
Таким образом, Д. Г. Павлов и его заместители были осуждены по статье «неисполнение своих должностных обязанностей», а не «измена Родине».
В ходе суда Д. Г. Павлов свою вину в совершении преступлений не признал.
22 июля 1941 года Военная коллегия Верховного суда СССР приговорила Павлова к смертной казни с конфискацией имущества и лишением воинского звания. В этот же день он был расстрелян и похоронен на одном из расстрельных полигонов НКВД, в посёлке Бутово, совхоз «Коммунарка».
Указом Президиума Верховного Совета СССР от 21 марта 1947 года лишён звания Героя Советского Союза и всех государственных наград.

## Реабилитация
31 июля 1957 года Военная коллегия Верховного суда СССР вынесла определение, которым приговор от 22 июля 1941 года был отменён по вновь открывшимся обстоятельствам, и дело было прекращено за отсутствием состава преступления. Дмитрий Григорьевич Павлов был посмертно восстановлен в воинском звании.
Указом Президиума Верховного Совета СССР от 25 ноября 1965 года восстановлен в звании Героя Советского Союза и в правах на все государственные награды.

Судя по «Воспоминаниям», Никита Хрущёв, хотя формально основания для приговора и были, согласился на предложенную военными реабилитацию Павлова, считая его жертвой обстоятельств, в том числе неудачной кадровой политики И. В. Сталина:
Если рассматривать вопрос с точки зрения юридической и фактической, на чём основывался суд, когда выносил приговор, то основания к осуждению были налицо. Почему же я, занимая такой пост, на котором мог оказывать влияние в ту или другую сторону при решении важных вопросов, согласился на их реабилитацию?
Я согласился потому, что в основе-то виноват был не Павлов, а Сталин. Павлов был совершенно не подготовлен, и я увидел его неподготовленность, когда познакомился с ним. Я сказал об этом Сталину, а он вместо того, чтобы сделать соответствующий вывод и подобрать более подготовленного человека на этот пост, передвинул его с повышением.

Считаю, что пост командующего войсками ЗОВО был более ответственным, чем пост командующего автобронетанковыми войсками РККА.
Согласно документам, в проект приказа наркома обороны № 0250 от 28 июля 1941 года с объявлением приговора по делу генералов Д. Г. Павлова, В. Е. Климовских, А. Т. Григорьева и А. А. Коробкова, Сталин своей рукой вписал строки обвинения «за трусость, самовольное оставление стратегических пунктов без разрешения высшего командования, развал управления войсками, бездействие власти», он же самолично вставил в текст приказа слова «и этим дали врагу возможность прорвать фронт».
Кроме Павлова были расстреляны и некоторые другие военачальники Западного фронта: начальник штаба фронта генерал-майор В. Е. Климовских и начальник связи фронта генерал-майор войск связи А. Т. Григорьев. Начальник артиллерии фронта генерал-лейтенант артиллерии Н. А. Клич, заместитель начальника ВВС Западного фронта (после самоубийства генерал-майора авиации И. И. Копеца — начальник ВВС Западного фронта) генерал-майор авиации А. И. Таюрский и командир 14-го мехкорпуса генерал-майор С. И. Оборин арестованы 8 июля и затем расстреляны, командующий 4-й армией генерал-майор А. А. Коробков отстранён 8 июля, на следующий день арестован и расстрелян 22 июля.
Также по делу были осуждены:
- И. С. Лазаренко — командир 42-й стрелковой дивизии, приговорён к 10 годам заключения, но уже в 1942 году был освобождён и вернулся к военной службе.
- И. И. Семёнов — начальник Оперативного отдела штаба Западного фронта (один из заместителей генерала Климовских), приговорён к 10 годам заключения, но уже в 1942 году был освобождён и вернулся к военной службе.

## Награды
- Медаль «Золотая Звезда» Героя Советского Союза № 30 (21.07.1937);
- три ордена Ленина (16.08.1936, 21.07.1937, 07.04.1940);
- два ордена Красного Знамени (22.02.1930, 02.01.1937);
- юбилейная медаль «XX лет Рабоче-Крестьянской Красной Армии» (22.08.1938).

## Воинские звания
- Комбриг (26.11.1935)[12]
- Комкор (20.06.1937, минуя звание комдив)[13]
- Командарм 2-го ранга (27.03.1940)[14]
- Генерал-полковник танковых войск (04.06.1940)[15]
- Генерал армии (22.02.1941)[16]

## Семья
Жена — Александра Фёдоровна (1901 — начало 1990-х), двое детей — Борис (1923 г. — умер в начале 2000-х) и Ада (доктор экономических наук, 1930 г. — жива в начале 2010-х).
После осуждения Д. Павлова репрессиям подверглась и его семья. 1 октября 1941 года военный трибунал войск НКВД по Горьковской области осудил по статье 58-1 части 2-й УК РСФСР к высылке в Красноярский край с лишением избирательных прав на пять лет каждого - его отца Павлова Георгия Васильевича, мать Павлову Екатерину Степановну, жену Павлову Александру Федоровну, тещу Кузнецову Клавдию Михайловну, сына Павлова Бориса Дмитриевича. Все они были репрессированы как «родные предателя Родины бывшего генерала Павлова», хотя Д. Г. Павлов был осужден не за измену Родине, а по другим статьям. Родители Павлова умерли в ссылке в Сибири.

## Память
- На родине Д. Г. Павлова, в деревне Павлово Костромской области, в 2010 году был установлен гранитный памятник. Деньги на него собрали земляки[20].
- Имя Павлова носит улица в Кологриве.
- Улица имени Д. Павлова есть в Нижнем Новгороде в Сормовском районе.

### Кинематограф
- Образ Д. Г. Павлова отражён в фильме «Война на западном направлении». В роли генерала — Иван Мацкевич.
- Образ Д. Г. Павлова отражён в киноэпопее Ю. Озерова «Битва за Москву». В роли генерала — Александр Филиппенко. Эти же кадры вошли в другие работы Озерова — телесериал «Трагедия века» (1993) и фильм «Великий полководец Георгий Жуков» (1995).
- Судьбе генерала посвящены документальные фильмы:
  - из цикла «Генералы» — «Генерал Дмитрий Павлов. Степень вины» (2007).
  - фильм «Павлов» канала «Совершенно секретно»[21].